# Pál Nagy
Pál Nagy (Szolnok, 2 de mayo de 1935) es un deportista húngaro que compitió en esgrima, especialista en la modalidad de espada.
Participó en los Juegos Olímpicos de México 1968, obteniendo una medalla de oro en la prueba por equipos. Ganó dos medallas en el Campeonato Mundial de Esgrima en los años 1967 y 1969.

## Palmarés internacional
| Juegos Olímpicos   | Juegos Olímpicos          | Juegos Olímpicos  | Juegos Olímpicos   |
| Año                | Lugar                     | Medalla           | Prueba             |
| ------------------ | ------------------------- | ----------------- | ------------------ |
| 1968               | Ciudad de México (México) | Medalla de oro    | Espada por equipos |
| Campeonato Mundial |                           |                   |                    |
| Año                | Lugar                     | Medalla           | Prueba             |
| 1967               | Montreal (Canadá)         | Medalla de bronce | Espada por equipos |
| 1969               | La Habana (Cuba)          | Medalla de plata  | Espada por equipos |